# Aulacopalpus punctatus
Aulacopalpus punctatus är en skalbaggsart som beskrevs av Leon Fairmaire och Germain 1860. Aulacopalpus punctatus ingår i släktet Aulacopalpus och familjen Rutelidae. Inga underarter finns listade.